# 三朵神

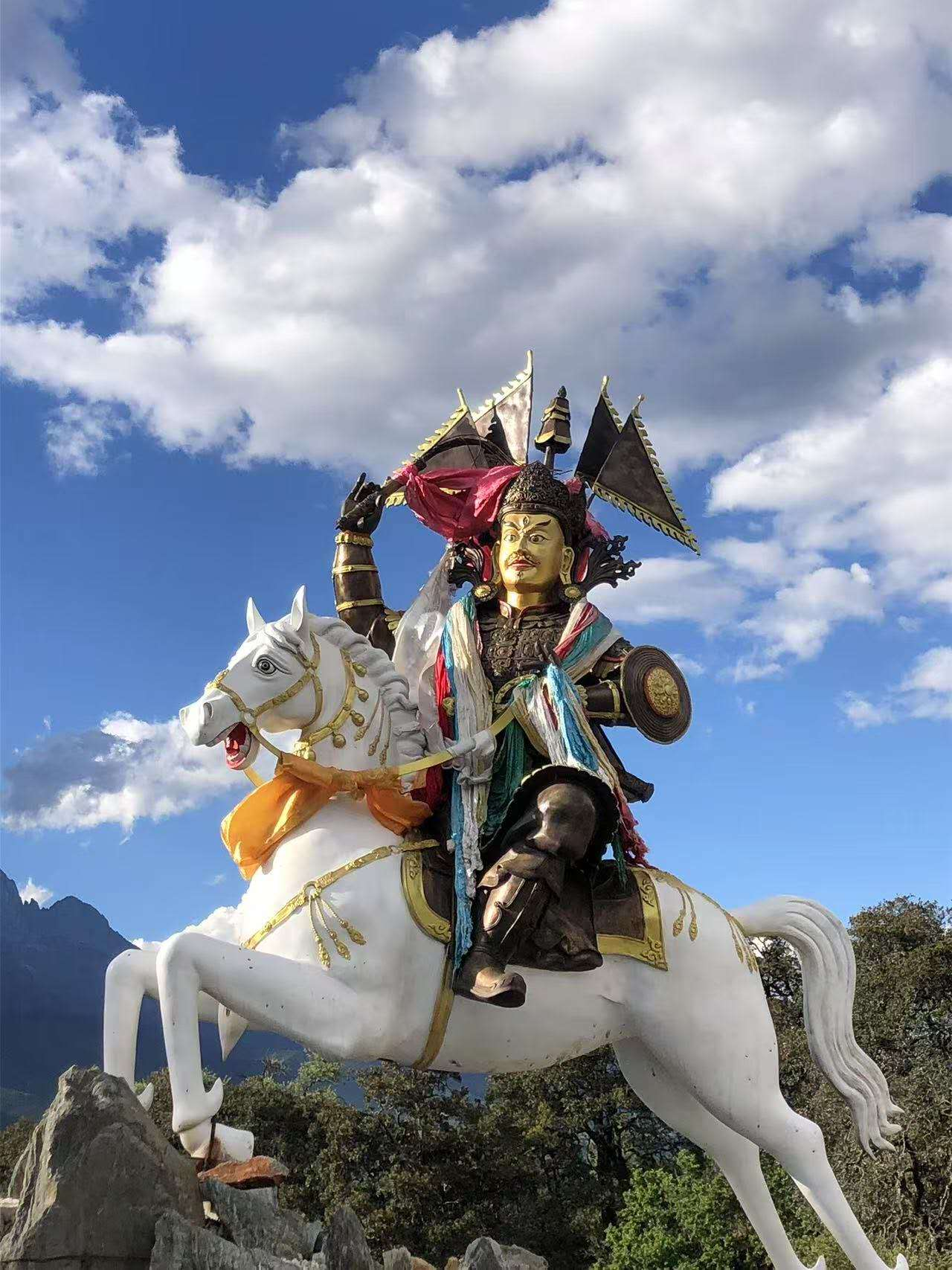
福国寺の三朵神

三朵神（sanduoshen）は中国雲南省の麗江に住む少数民族であるナシ族の神である。ナシ族の戦いの神であり、守護神であり、玉龍雪山の化身でもある。千年以上にわたりナシ族の崇拝を受けてきた神である。三朵神は中年の戦士をイメージしており、ペー族とチベット族の婦人がいる。
ナシ族の戦士たちは古代に戦場に出るとき、三朵神に祈りを捧げる。この結果百戦百勝であったそうだ。言い伝えでは戦が始まると、白い甲冑と白馬に乗り銀の槍を持った勇士がどこからともなく現れ彼らを助け、戦が終わると、どこかへと姿を消したそうだ。このことからナシ族の人々は深く三朵神を信仰するようになった。
こういった話はこのエリアで広く伝わっており、現在でも福国寺や北岳廟などに祀られている。また毎年旧暦の2月8日に三朵節と呼ばれるお祭りが行われている。